# Почтовая площадь (Киев)
Почто́вая пло́щадь (укр. Пошто́ва пло́ща) — площадь в Подольском районе города Киева, местность Подол. Расположена между Владимирским и Боричевым спусками, улицами Петра Сагайдачного, Набережно-Крещатицкой и Набережным шоссе.

## История
Одна из старейших площадей Киева. Археологические исследования выявили, что торговые поселения были тут ещё в IV веке нашей эры. Во времена Киевской Руси, вероятно, на ней располагалось одно из 8-ми киевских торжищ, упоминаемых в летописях. Под современным названием известна с 1-й половины XVIII века (хотя почтовая станция на Почтовой площади была построена в 1846 году). В XIX веке параллельно существовало также другое название — площадь Рождества, от расположенной на ней церкви Рождества Христова (построена в 1810—1814, уничтожена в 30-е годы XX века). В середине 70-х годов XX века площадь была кардинально перепланирована, расширена (в частности, она поглотила нижнюю часть Боричевого спуска) и смещена на север.

## Транспортное сообщение
- На площади расположена станция метро «Почтовая площадь» Оболонско-Теремковской линии
- Возле площади расположена нижняя станция фуникулёра, который соединяет Подол с Верхним городом.
- Через площадь курсирует автобусный маршрут № 62, который проходит от Контрактовой площади до Ботанического сада НАН Украины, который расположен на Печерске, а также маршрут № 114, соединяющий железнодорожный вокзал с массивом Троещина.
- В летнее время курсирует речной трамвай. От причала № 7 речной трамвай следует до Оболони, а от причала № 10 — до станции метро «Днепр» и далее на Березняки.
- Недалеко от площади на Набережном шоссе находилась остановка трамвая № 5 (маршрут ликвидирован в 2011 году).

## Здания
На площади расположены:
- Нижняя станция Киевского фуникулёра
- Киевский речной вокзал
- Две гостиницы
- Церковь Рождества Христова

## Памятники
- Памятник морякам Днепровской военной флотилии. Сооружён на набережной Днепра поблизости от речного вокзала, открыт 6 октября 1979 года. (демонтирован в сентябре 2012 года, перенесён в парк Моряков на Рыбальском острове).
- Памятник первому киевскому трамваю (открыт в 1992 году)[2].

## Изображения

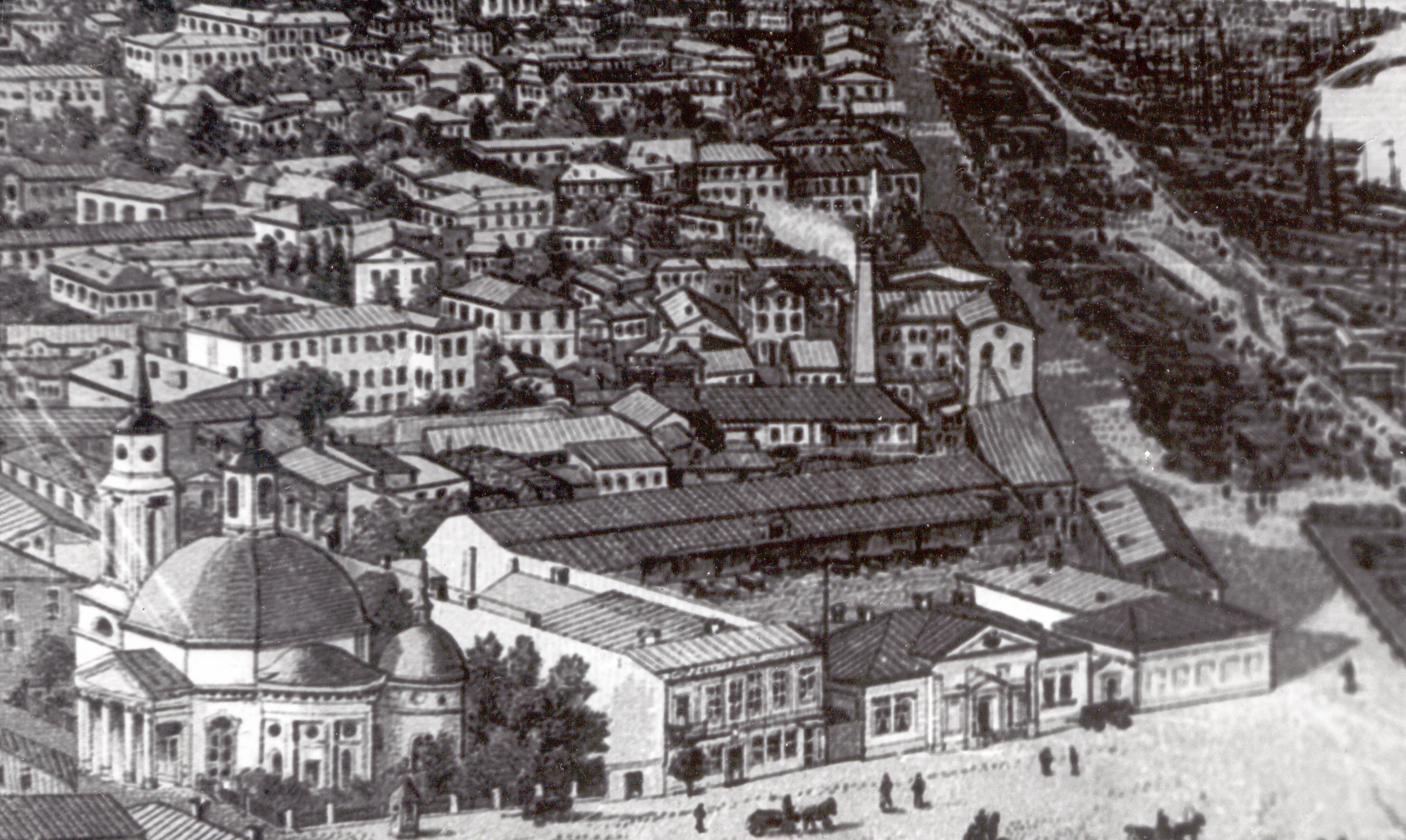
Общий вид Подола. Видна первоначальная планировка улиц. Рисунок 1870-х гг.
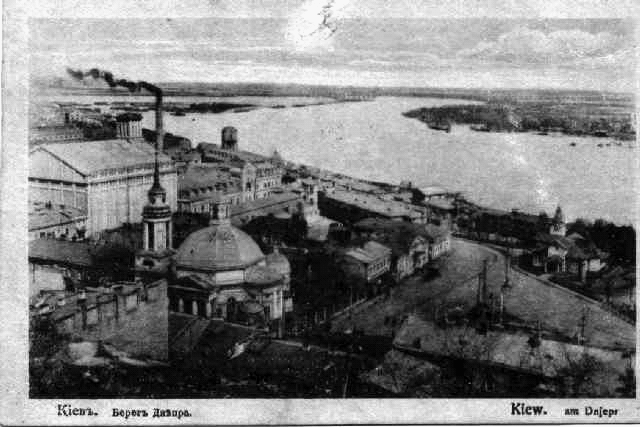
Общий вид Подола. Видна первоначальная планировка улиц. Фотография в газете начала XX века.
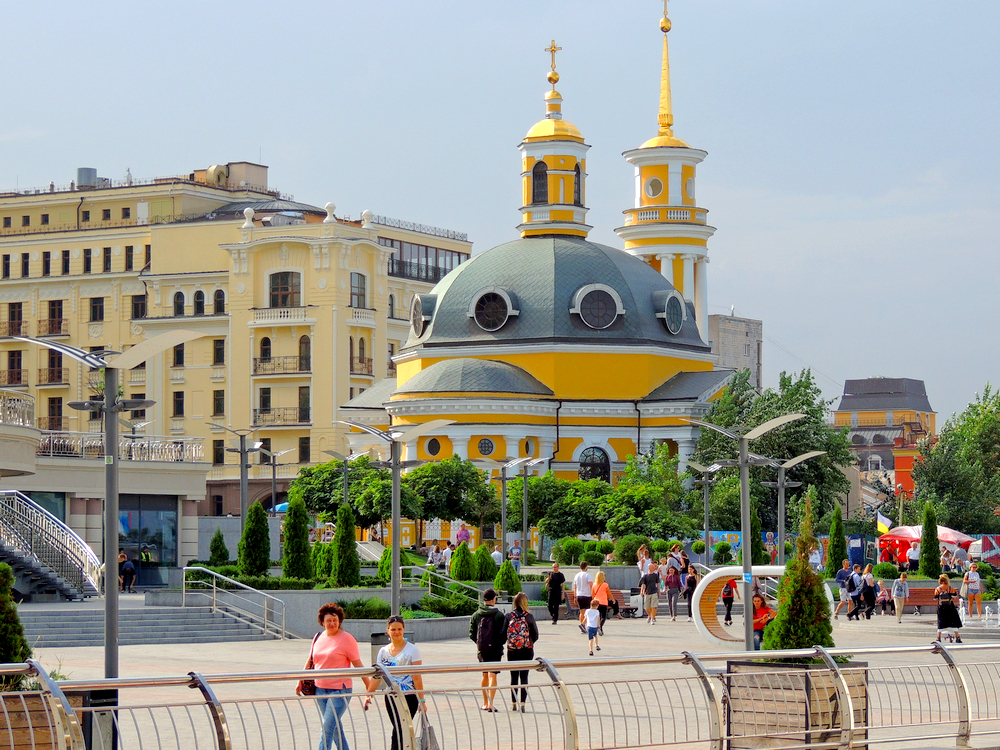
Церковь Рождества Христова
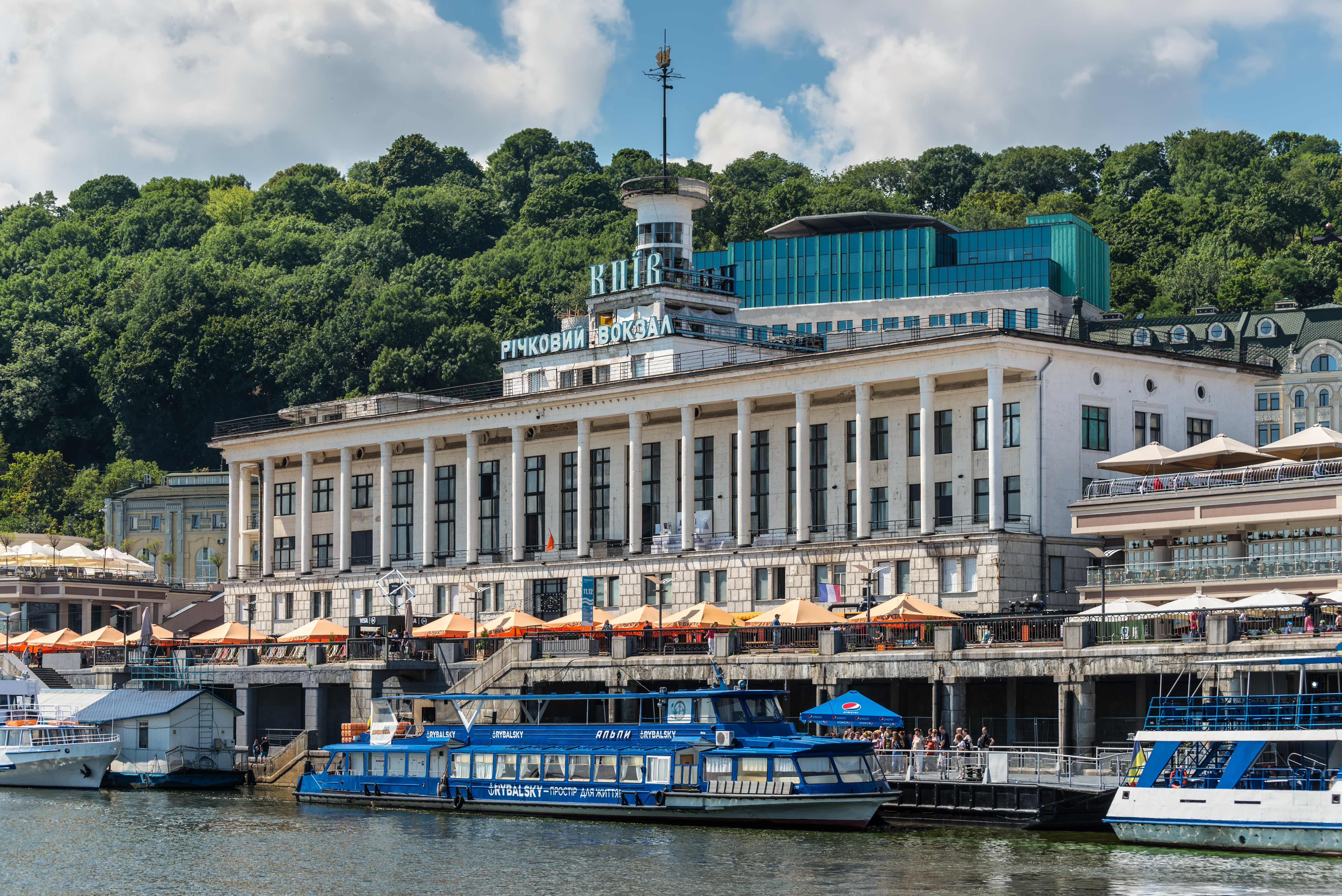
Киевский речной вокзал
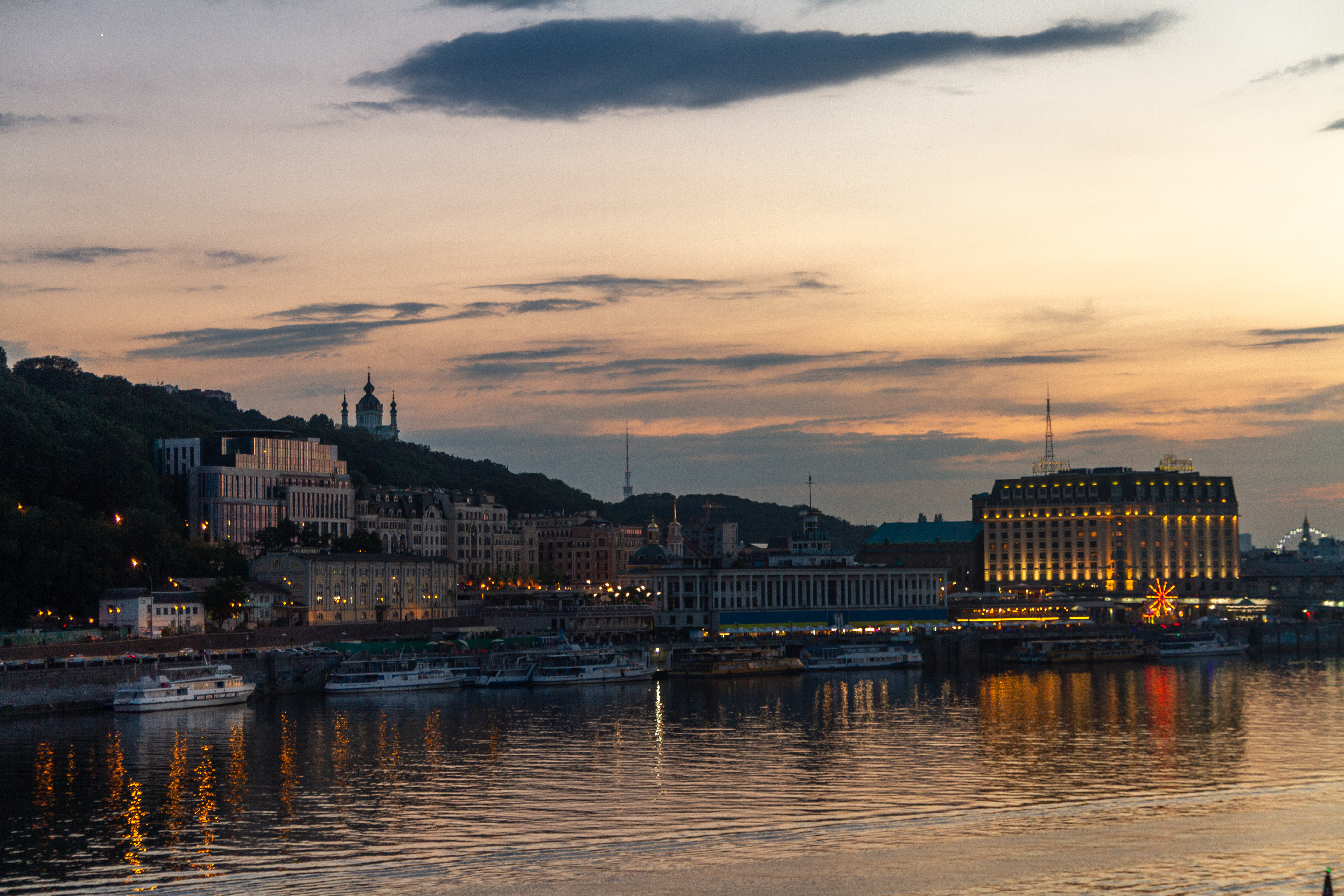
Общий вид